# كونا دولة كرواتيا المستقلة
الكونا (كانت الكونا (الرمز : Kn) عملة دولة كرواتيا المستقلة من عام 1941 حتى عام 1945. قُسِّمت هذه الكونا إلى 100 بانيكا. سبقها الدينار اليوغوسلافي وحل محله.

## الاسم
كلمة kuna تعني "الدلق" باللغة الكرواتية، ويُستخدم نفس الاسم للعملة الكرواتية الكونا الحديثة، والتي استبدلت لاحقًا باليورو.

## التاريخ
قدمت الكونا الكرواتية في دولة كرواتيا المستقلة في 26 يوليو 1941. تم طباعة الليرة الإيطالية والرايخ مارك الألماني بالتوازي مع الكونا وفي البلدان المحتلة، ولكن لم تكن عملة قانونية في ألمانيا النازية. حلت الكونا محل الدينار اليوغوسلافي على قدم المساواة و ثبتت على الرايخ مارك بسعر صرف مزدوج، أحدهما ثابت عند 20 كونا = 1 RM، والآخر بمعدل تحفيز الحالة:
- 31 ديسمبر 1941 - 25.00 كيلو نيوتن = 1 ℛℳ
- 31 ديسمبر 1942 - 37.50 كيلو نيوتن = 1 ℛℳ
- 31 ديسمبر 1943 - 40.00 كيلو نيوتن = 1 ℛℳ
- 31 ديسمبر 1944 - 80.00 كيلو نيوتن = 1 ℛℳ
- 6 مايو 1945 - 120.00 كيلو نيوتن = 1 ℛℳ

سحبت الكونا من التداول في الفترة من 30 يونيو إلى 9 يوليو 1945 و استبدلت بالدينار اليوغوسلافي الصادر عام 1944 بسعر 40 كونا = 1 دينار.

## الأوراق النقدية
أصدرت الحكومة أوراق الكونا النقدية عام 1941، بفئات 10, 50, 100, 500، و1000 كونا. وفي عام 1942، طُرحت أوراق نقدية من فئة 50 بانيكا، و1، و2 كونا. وفي عام 1943، أصدر البنك المركزي الكرواتي أوراقًا نقدية من فئة 100، و1000، و5000 كونا. وقد طُبعت هذه الأوراق النقدية في ألمانيا بواسطة شركة جيسكيه+ديفرينت.
| فئة                  | صورة الوجه | الصورة العكسية | اللون الرئيسي                |
| -------------------- | ---------- | -------------- | ---------------------------- |
| 50 بانيكا 44 × 80 مم |            |                | الأبيض والبني الفاتح         |
| kn 1 81 × 44 مم      |            |                | أزرق غامق وبني               |
| kn 2 81 × 44 مم      |            |                | الأزرق الداكن والأحمر والبني |
| kn 10 135 × 68 مم    |            |                | أخضر زيتوني                  |
| kn 20 140 × 64 مم    |            |                | بني                          |
| kn 50 140 × 75 مم    |            |                | بني وأحمر                    |
| kn 100 150 × 80 مم   |            |                | الأزرق والأخضر               |
| kn 500 157 × 84 مم   |            |                | أرجواني                      |
| kn 1٬000 137 × 68 مم |            |                | بني غامق وأصفر وأخضر         |
| kn 5٬000 180 × 95 مم |            |                | أحمر-بني وأصفر               |

## العملات المعدنية
صدرت عملات الزنك بفئتي 1 كونا و2 كونا في عام 1941. كانت تداولات عملة 1 كونا ضئيلة مما جعل العملة نفسها نادرة للغاية. سكت عملة ذهبية واحدة بتصميمين منفصلين بقيمة 500 كونا في عام 1941. كانت تتكون من 9.95 جرام من الذهب الخالص عيار 900، ومع ذلك لم تدخل التداول أبدًا.

## القضايا المتنافسة
أصدرت جماعات المقاومة اليوغوسلافية أوراقًا نقدية أيضًا، بما في ذلك سلطة مناهضة الفاشية التابعة لمنطقة حكومة زغرب، ومجلس الدولة المناهض للفاشية من أجل التحرير الوطني لكرواتيا، والمعروف اختصارًا باسم زافنوه. أصدرت منطقة حكومة زغرب أوراقًا نقدية من فئات 500 و1000 و5000 و10000 و50000 كونا. أصدرت زافنوه أوراقًا نقدية عام 1943، مقومة بالدينار والكونا، من فئات 100 و500 و1000 و5000 و100000 كونا/دينار. كما صدرت أوراق نقدية من فئات 100 و500 و1000 ليرة دون الإشارة إلى قيمتها بالكونا.